# Антонов, Пётр Иванович (самбист)
Пётр Ива́нович Анто́нов (1946, Свердловск — 1999, Екатеринбург) — советский самбист, представитель тяжёлой и полутяжёлой весовых категорий.
Выступал на всесоюзном уровне в первой половине 1970-х годов, чемпион и призёр первенств РСФСР, обладатель командного кубка СССР, дважды бронзовый призёр чемпионатов СССР, победитель и призёр турниров международного уровня. На соревнованиях представлял спортивный клуб «Уралмаш» и Вооружённые силы СССР, мастер спорта международного класса. Также является мастером спорта по дзюдо.

## Биография
Пётр Антонов родился в 1946 году в Свердловске. Активно заниматься борьбой самбо начал в секции спортивного клуба «Уралмаш» под руководством заслуженного тренера СССР Александра Александровича Козлова. Позже состоял в свердловском совете добровольного спортивного общества «Труд», представлял на соревнованиях Вооружённые силы СССР. В 1970 году в возрасте 24 лет выполнил норматив мастера спорта СССР по самбо.
Первого серьёзного успеха в самбо на взрослом всесоюзном уровне добился в сезоне 1971 года, когда стал бронзовым призёром чемпионата РСФСР и серебряным призёром международного турнира в Узбекистане. Два года спустя одержал победу на командном кубке СССР и выступил на чемпионате СССР в Майкопе, где в зачёте полутяжёлой весовой категории сумел дойти до стадии полуфиналов и завоевал тем самым награду бронзового достоинства.
В 1974 году Антонов победил на чемпионате РСФСР, выиграл международный турнир по самбо в Азербайджане и побывал на чемпионате СССР в Каунасе, где вновь дошёл до полуфинала и стал бронзовым призёром в полутяжёлом весе. За выдающиеся спортивные достижения в борьбе самбо удостоен почётного звания «Мастер спорта СССР международного класса». Имеет некоторые достижения и в дзюдо, в 1976 году получил звание мастера спорта и в этой дисциплине.
Ещё будучи спортсменом, Пётр Антонов окончил Свердловский техникум физической культуры. После завершения карьеры спортсмена в течение многих лет работал тренером-преподавателем по самбо.
Умер в 1999 году. Похоронен на Восточном кладбище Екатеринбурга.